# Вербний Назар Богданович
Наза́р Богда́нович Ве́рбний (нар. 26 липня 1997, Львів, Україна) — український футболіст, опорний півзахисник ФК «Агробізнес».

## Життєпис

### Ранні роки
Із 9-річного віку вихованець ДЮСШ львівських «Карпат», куди його запросив Василь Леськів. Із 2010 по 2014 рік провів у чемпіонаті ДЮФЛ 75 матчів, забивши 29 голів.

### Клубна кар'єра
19 березня 2014 року дебютував у юнацькій (U-19) команді «левів» у домашньому поєдинку із «Дніпром». За молодіжну (U-21) команду дебютував 11 квітня 2015 року в домашньому матчі проти полтавської «Ворскли». У складі команди U-19 двічі ставав бронзовим призером чемпіонату в сезонах 2013/14 та 2014/15.
17 вересня 2016 року дебютував у Прем'єр-лізі в домашній грі проти одеського «Чорноморця», вийшовши у стартовому складі.
В серпні 2017 року став гравцем «Руху» з Винник, підписавши орендну угоду, де до кінця року зіграв у 10 матчах Першої ліги, забивши 3 голи, після чого повернувся в «Карпати».
У січні 2020 року підписав контракт з донецьким «Олімпіком». Покинув команду влітку 2020 року.
Перед початком сезону 2020/21 приєднався до новачка Другої ліги України — галицьких «Карпат».

### Збірна
2012 року зіграв 2 матчі у складі юнацької збірної України U-16.

## Статистика
Статистичні дані наведено станом на 11 грудня 2016 року
| Клуб      | Ліга         | Сезон   | Чемпіонат | Чемпіонат | Кубок | Кубок | U-21 | U-21 |
| Клуб      | Ліга         | Сезон   | Ігри      | Голи      | Ігри  | Голи  | Ігри | Голи |
| --------- | ------------ | ------- | --------- | --------- | ----- | ----- | ---- | ---- |
| «Карпати» | Прем'єр-ліга | 2014/15 |           |           |       |       | 6    | 0    |
| «Карпати» | Прем'єр-ліга | 2015/16 |           |           |       |       | 18   | 1    |
| «Карпати» | Прем'єр-ліга | 2016/17 | 9         | 0         | 1     | 0     | 5    | 0    |

## Родина
Старший брат Назара Володимир теж професійний футболіст.